# ميريل لينش
ميريل لينش هو شركة خدمات تمويلية عالمية. تقوم الشركة من خلال شبكة شركاتها التابعة والحليفة بتقديم خدمات عديدة مثل: خدمات سوق رأس المال والاستثمار والاستشارات وإدارة الثروة وإدارة الأصولو التأمين البنكي بالإضافة إلى خدمات مالية أخرى. يقع المقر الرئيسي للشركة في مدينة نيويورك وتحتل 34 طابقاً مبنى (المركزي المالي العالمي - أربعة) في منهاتن. قام بنك أوف أمريكا في 14 أيلول 2008 بالإعلان عن خططه للاستيلاء على ميريل لينش، بشرط موافقة مشرعي ومساهمي كلا الشركتين. سيتم التصويت على هذا العرض في 5 كانون أول من عام 2008 (سعر كل سهم بناء على العرض 29 دولار أمريكي، مما يجعل القيمة الكلية 50 مليار دولار أمريكي)

## تاريخ الشركة
تم تأسيس الشركة في السادس من كانون ثاني لعام 1914 عندما تم افتتاح مكاتب تشارلز إي ميريل وشركائه في 7 وول ستريت مدينة نيويورك. بعد عدة أشهر قام صديق ميريل إدموند سي لينش بالاتضمام إليه، ومع سنة 1915 تم تغيير اسم الشركة بشكل رسمي إلى ميريل، لينش وشركائهم.
قامت الشركة في بدايتها بالعديد من الاستثمارات الناجحة، حيث قامت في سنة 1926 بشراء حصة تسمح لها بالتحكم في السيفوي مما إدى إلى تحويل مركز البقالة الصغير إلى ثالث أكبر سلسلة محلات بقالة في أمريكا.
قامت الشركة في السنوات اللاحقة بالعديد من الاندماجات، كما كانت أول شركة في وول ستريت تنشر تقرير مالي سنوي وذلك في سنة 1941. أصبحت الشركة عامة في سنة 1971 مما سمح لها بأن تصبح شركة متعددة الجنسيات.